# Filmes de 1956 da Paramount Pictures
Em 1956, a Paramount Pictures lançou um total de 17 filmes.

## Destaques
As produções mais significativas foram:
- Anything Goes, último filme de Bing Crosby no estúdio, uma refilmagem do musical de 1936 estrelado por ele mesmo, agora na companhia de Donald O'Connor
- The Court Jester, comédia luxuosa, uma sátira às histórias de aventuras medievais, outro grande sucesso para Danny Kaye
- The Man Who Knew Too Much, suspense de Alfred Hitchcock, com clímax inesquecível (durante um concerto), em que Doris Day canta a famosa canção Que Sera, Sera
- The Rainmaker, drama singular, com Burt Lancaster como o vigarista que impressiona uma comunidade de lavradores com sua fama de conseguir fazer chover
- The Ten Commandments, superprodução de Cecil B. DeMille plena de excessos e superlativos, um sucesso mundial que, a seu tempo, só rendeu menos que Gone With the Wind[1]
- Three Violent People, faroeste de sucesso que, se não se tornou clássico, pelo menos possui uma trama original e um elenco de peso, comandado Charlton Heston
- War and Peace, épico "espetacular na guerra, opulento na paz",[1] tentativa semifracassada de comprimir em 200 minutos o caudaloso romance de Leon Tolstói

## Prêmios Oscar
Vigésima nona cerimônia, com os filmes exibidos em Los Angeles em 1956:
| Filme                     | Indicações | Premiações        |
| ------------------------- | --- | ----------------- |
| The Man Who Knew Too Much | Canção | Canção            |
| The Proud and Profane     | Direção de Arte/Decoração de Interiores (preto e branco) Figurino (preto e branco)                                                          | ---               |
| The Rainmaker             | Atriz (Katharine Hepburn) Trilha Sonora (filme dramático ou comédia)                                                                        | ---               |
| The Ten Commandments      | Filme Fotografia (em cores) Direção de Arte/Decoração de Interiores (em cores) Efeitos Especiais Figurino (em cores) Edição Gravação de Som | Efeitos Especiais |
| War and Peace             | Diretor Fotografia (em cores) Figurino (em cores)                                                                                           | ---               |

### Prêmios Especiais ou Técnicos
- Y. Frank Freeman, executivo do estúdio: Prêmio Humanitário Jean Hersholt (concedido pela primeira vez)[2]
- Departamento Técnico da Paramount: Prêmio Científico ou Técnico (Classe III - Certificado de Menção Honrosa), "pela fabricação da câmera leve VistaVision de movimento horizontal"[2]
- Roy C. Stewart e Sons of Stewart-Trans Lux Corporation, Dr. C. R. Daily e Departamento de Transparências da Paramount: Prêmio Científico ou Técnico (Classe III - Certificado de Menção Honrosa), "pelo aperfeiçoamento das telas de retroprojeção HiTrans e Para-HiTrans"[2]

## Os filmes de 1956
| Título original              | Título PT/BR             | Título PT/PT              | Astros                            | Diretor                    |
| ---------------------------- | ------------------------ | ------------------------- | --------------------------------- | -------------------------- |
| Anything Goes                | Maravilhas em Desfile    | A Quadrilha do Amor       | Bing Crosby, Donald O'Connor      | Robert Lewis               |
| The Birds and the Bees       | O Otário e a Vigarista   |                           | George Gobel, Mitzi Gaynor        | Norman Taurog              |
| The Court Jester             | O Bobo da Corte          | O Bobo da Corte           | Danny Kaye, Glynis Johns          | Melvin Frank/Norman Panama |
| Hollywood or Bust            | Ou Vai ou Racha          | Uma Espada Para Hollywood | Dean Martin, Jerry Lewis          | Frank Tashlin              |
| The Leather Saint            | O Segredo do Padre       |                           | John Derek, Paul Douglas          | Alvin Ganzer               |
| The Man Who Knew Too Much    | O Homem Que Sabia Demais | O Homem Que Sabia Demais  | James Stewart, Doris Day          | Alfred Hitchcock           |
| The Mountain                 | A Maldição da Montanha   |                           | Spencer Tracy, Robert Wagner      | Edward Dmytryk             |
| Pardners                     | O Rei do Laço            | O Rei do Laço             | Dean Martin, Jerry Lewis          | Norman Taurog              |
| The Proud and Profane        | O Fruto do Pecado        | Ela Amou um Bruto         | William Holden, Deborah Kerr      | George Seaton              |
| The Rainmaker                | Lágrimas do Céu          |                           | Burt Lancaster, Katharine Hepburn | Joseph Anthony             |
| The Scarlet Hour             | A Hora Escarlate         |                           | Tom Tryon, Carol Ohmart           | Michael Curtiz             |
| The Search For Bridey Murphy |                          |                           | Teresa Wright, Louis Hayward      | Noel Langley               |
| The Ten Commandments         | Os Dez Mandamentos       | Os Dez Mandamentos        | Charlton Heston, Yul Brynner      | Cecil B. DeMille           |
| That Certain Feeling         | O Testa de Ferro         | O Tal Sentimento          | Bob Hope, Eva Marie Saint         | Melvin Frank/Norman Panama |
| Three Violent People         | Trindade Violenta        |                           | Charlton Heston, Anne Baxter      | Rudolph Maté               |
| The Vagabond King            | O Rei Vagabundo          | O Rei Vagabundo           | Kathryn Grayson, Orest Kirkop     | Michael Curtiz             |
| War and Peace                | Guerra e Paz             | Guerra e Paz              | Audrey Hepburn, Henry Fonda       | King Vidor                 |